# Радзиевский, Алексей Васильевич
Алексей Васильевич Радзиевский (28 марта 1949, Станица Луганская, Ворошиловградская область — 16 июля 2022, Киев, Украина) — украинский государственный деятель, депутат Верховной Рады 5-го созыва от Партии регионов.

## Биография
В 1968 г. окончил Луганский машиностроительный техникум, в 1978 г. заочно — Украинский полиграфический институт имени Ивана Фёдорова по специальности «экономика и организация промышленности».
- Январь — сентябрь 1968 — помощник мастера Камбарского машиностроительного завода, г. Камбарка (Удмуртия).
- Октябрь 1968 — ноябрь 1969 — мастер литейного производства Ворошиловградского тепловозостроительного завода.
- Ноябрь 1969 — декабрь 1971 — служба в армии, Среднеазиатский ВО.
- Январь 1972 — ноябрь 1974 — формовщик-заливщик литейного участка Роздольского горнохимического комбината.
- Ноябрь 1974 — октябрь 1976 — председатель рудничного комитета Раздольского горнохимического комбината.
- Октябрь 1976 — февраль 1980 — заместитель председателя профкома Раздольского ПО «Сера».
- Февраль — август 1980 — председатель Объединённого комитета профсоюза треста «Роздолхимстрой».
- Август 1980 — октябрь 1981 — секретарь парткома треста «Роздолхимстрой».
- Октябрь 1981 — февраль 1984 — заведующий организационным отделом Николаевского райкома КПУ Львовской области.
- 30 мая 1987 — август 1991 — первый секретарь Дрогобычского горкома КПУ.
- Сентябрь 1991 — январь 1992 — заместитель генерального директора Хустского отделения АО «Торговый дом», г. Хуст (Закарпатская область).
- Январь — февраль 1992 — заместитель генерального директора советско-итальянского СП «Галичина».
- Февраль 1992 — апрель 1998 — директор ООО «Рута», г. Хуст.
- Апрель 1998 — апрель 2002 — Дрогобычский городской голова.
- 2002—2006 — директор ООО «Лаврад».
- 2010—2014 — Дрогобычский городской голова.

В феврале 2014 г. под давлением общественности был вынужден написать заявление «по собственному желанию». Дрогобычским районным судом 5 августа 2014 года восстановлен в должности городского головы, но это решение было отменено постановлением Львовского апелляционного административного суда от 17 ноября 2014 года.
Член Партии регионов (декабрь 2000—2010); председатель Львовского регионального отделения Партии регионов (с декабря 2000 г.); член Политсовета Партии регионов.
Народный депутат Украины 5-го созыва с апреля 2006 по ноябрь 2007 от Партии регионов. Член Комитета по делам пенсионеров, ветеранов и инвалидов (с июля 2006 г.), председатель подкомитета по вопросам законодательного обеспечения социальной защиты реабилитации инвалидов, член фракции Партии регионов (с мая 2006 г.).
Награждён орденом «За заслуги» III степени (август 1999).